# Marius Ștefănescu
Marius Ștefănescu (Caracal, 14 de agosto de 1998) es un futbolista rumano que juega en la demarcación de extremo para el Konyaspor de la Superliga de Turquía.

## Selección nacional
Debutó con la selección de fútbol de Rumania el 14 de junio de 2022 en un partido de la Liga de Naciones de la UEFA 2022-23 contra Montenegro que finalizó con un resultado de 0-3 a favor del combinado montenegrino tras un triplete de Stefan Mugoša.

## Clubes
| Club                        | País    | Año       | Partidos | Goles |
| --------------------------- | ------- | --------- | -------- | ----- |
| KSE Târgu Secuiesc (cedido) | Rumania | 2017-2019 | 53       | 15    |
| Sepsi OSK                   | Rumania | 2019-2024 | 191      | 37    |
| FCSB                        | Rumania | 2024-2025 | 49       | 9     |
| Konyaspor                   | Turquía | 2025-     |          |       |

## Palmarés

### Títulos nacionales
| Título               | Club      | País    | Año  |
| -------------------- | --------- | ------- | ---- |
| Copa de Rumania      | Sepsi OSK | Rumania | 2022 |
| Supercopa de Rumania | Sepsi OSK | Rumania | 2022 |
| Copa de Rumania      | Sepsi OSK | Rumania | 2023 |
| Supercopa de Rumania | Sepsi OSK | Rumania | 2023 |
| Supercopa de Rumania | FCSB      | Rumania | 2024 |
| Liga I               | FCSB      | Rumania | 2025 |
| Supercopa de Rumania | FCSB      | Rumania | 2025 |